# Legion: The Legend of Excalibur
Legion: The Legend of Excalibur est un jeu vidéo de type action-RPG et stratégie en temps réel développé par 7 Studios et édité par Midway Games, sorti en 2002 sur PlayStation 2.

## Accueil
- Game Revolution : C+[1],
- GameSpot : 3,8/10[2]
- GameZone : 6,7/10[3]
- IGN : 7,8/10[4]
- Jeux vidéo Magazine : 12/20[5]
- Jeuxvideo.com : 9/20[6]